# Tatjana Sorina
Tatjana Andrejevna Sorina (Russisch: Татьяна Андреевна Сорина), geboren als Tatjana Andrejevna Aljosjina (Russisch: Алёшина) (Tjoemen, 13 april 1994) is een Russische langlaufster.

## Carrière
Sorina maakte haar wereldbekerdebuut in maart 2017 in Drammen. In januari 2018 scoorde ze in Dresden haar eerste wereldbekerpunten. Op 28 november 2020 behaalde de Russin in Ruka haar eerste toptienklassering in een wereldbekerwedstrijd, een dag later stond Sorina aldaar voor de eerste maal in haar carrière op het podium van een wereldbekerwedstrijd. Op de wereldkampioenschappen langlaufen 2021 in Oberstdorf eindigde ze als vijfde op de 10 kilometer vrije stijl, als achtste op de 15 kilometer skiatlon, als negende op de 30 kilometer klassieke stijl en als 21e op de sprint. Samen met Jana Kirpitsjenko, Joelia Stoepak en Natalja Neprjajeva veroverde ze de zilveren medaille op de estafette.

## Resultaten

### Wereldkampioenschappen
| Jaar | Plaats     | Resultaten |
| ---- | ---------- | --- |
| 2021 | Oberstdorf | 21e Sprint (klassieke stijl) · 5e 10 km vrije stijl · 8e 15 km skiatlon · 9e 30 km klassieke stijl · 4×5 km estafette |

### Wereldbeker
| Legenda | Legenda            |
| ------- | ------------------ |
| TdS     | Tour de Ski        |
| NO      | Nordic Opening     |
| LT      | Lillehammer Triple |
| RT      | Ruka Triple        |
| WBF     | Wereldbekerfinale  |
| STC     | Ski Tour Canada    |
| ST      | Ski Tour           |

Eindklasseringen
| Seizoen   | Algm | DI | SP  | TdS |
| --------- | ---- | -- | --- | --- |
| 2017/2018 | 79e  | –  | 50e | –   |
| 2018/2019 | 85e  | –  | 48e | –   |
| 2020/2021 | 5e   | 8e | 14e | 4e  |